# Dorji Norbu
Dorji Norbu foi um Desi Druk do Reino do Butão, reinou de 1838 até 1847. Foi antecedido no trono por Tendzin Drugdra, tendo-lhe seguido Tashi Dorji.